# 波兰史前时期
波兰史前时期从约50万年前第一批直立人到达今日的波兰算起，到10世纪第一个波兰国家建立为止。
末次冰期结束后，史前波兰经历了石器、青铜和铁器时代三个社会发展阶段。波兰最著名的史前考古遗址是位于庫亞維-波美拉尼亞省比斯库平的卢萨蒂亚文化遗址。随着南欧和西欧地区古代文明的出现和发展，它们的文化成果传入波兰，一定程度上影响和促进了波兰文化的发展。
古典时代的波兰，民族成分复杂，主要有凯尔特人、斯基泰人、日耳曼人、萨尔马提亚人、波罗的人、斯拉夫人等。同时，罗马帝国的势力也触及了这一地区，促进了波兰文化的发展。中世纪早期，西斯拉夫人部落开始统治这一地区，后来，萊基特人部落逐渐形成，并从8世纪开始建立了一系列小型国家。

## 史学研究
与其他史前史领域一样，由于缺乏书面资料，历史学界对波兰史前时期的了解较为有限，因此，对这一领域的研究主要依赖于考古学。直到公元966年，波兰公爵梅什科一世皈依基督教，受过教育的外国神职人员来到波兰，文字才随之传入。换言之，史前时期的波兰基本没有本土的文字记载。

## 石器时代
波兰石器时代可以细分为旧石器时代、中石器時代和新石器时代三个时期。
旧石器时代从约公元前50万年起，至约公元前8000年为止，可分为四个时期：旧石器时代初期（约公元前50万年至约公元前35万年）、旧石器时代中期（约公元前35万年至约公元前4万年）、旧石器时代晚期，（约公元前40000年至约公元前10000年）、旧石器时代末期（约公元前10000年至约公元前8000年）。
中石器時代从约公元8000年起，至约公元前5500年为止。新石器时代从约公元5500年起，至约公元前2300年为止。其中，铜石并用时代（约公元前2900年至约公元前2300年）也被划入新石器时代。
波兰的石器时代持续了大约50万年，期间直立人、尼安德特人和智人相继出现。早期的人类群体只会使用原始工具，而到了石器时代晚期，当时的人类已经使用复杂的石器工具，并建立了坚固的定居点，发展出了炼铜术，并出现了农业和阶层社会。
和中欧其他地方一样，波兰旧石器、中石器和新石器时代的特点都是不同的、随时代演进而进步的石器制造技术。由于冰川活动频繁，旧石器时代的人类活动是间歇性的。中石器时代的主要特征则是气候变暖和生态多样性的增加。
新石器时代，波兰出现了第一批定居农业社区，其创建者大约从公元前5500年从多瑙河地区迁移而来。后来，当地的后中石器时代人口也开始了农业生产，在此基础上进一步发展。

## 青铜和铁器时代
波兰青铜时代可以细分为五个时期：第一时期（约公元前2300年至约公元前1600年）、第二时期（约公元前1600年至约公元前1350年）、第三时期（约公元前1350年至约公元前1100年）、第四时期（约公元前1100年至约公元前900年）、第五时期（约公元前900年至约公元前700年）。早期铁器时代则可细分为哈尔施塔特C阶段（约公元前700年至约公元前600年）、哈尔施塔特D阶段（约公元前600年至约公元前450年）两个阶段。

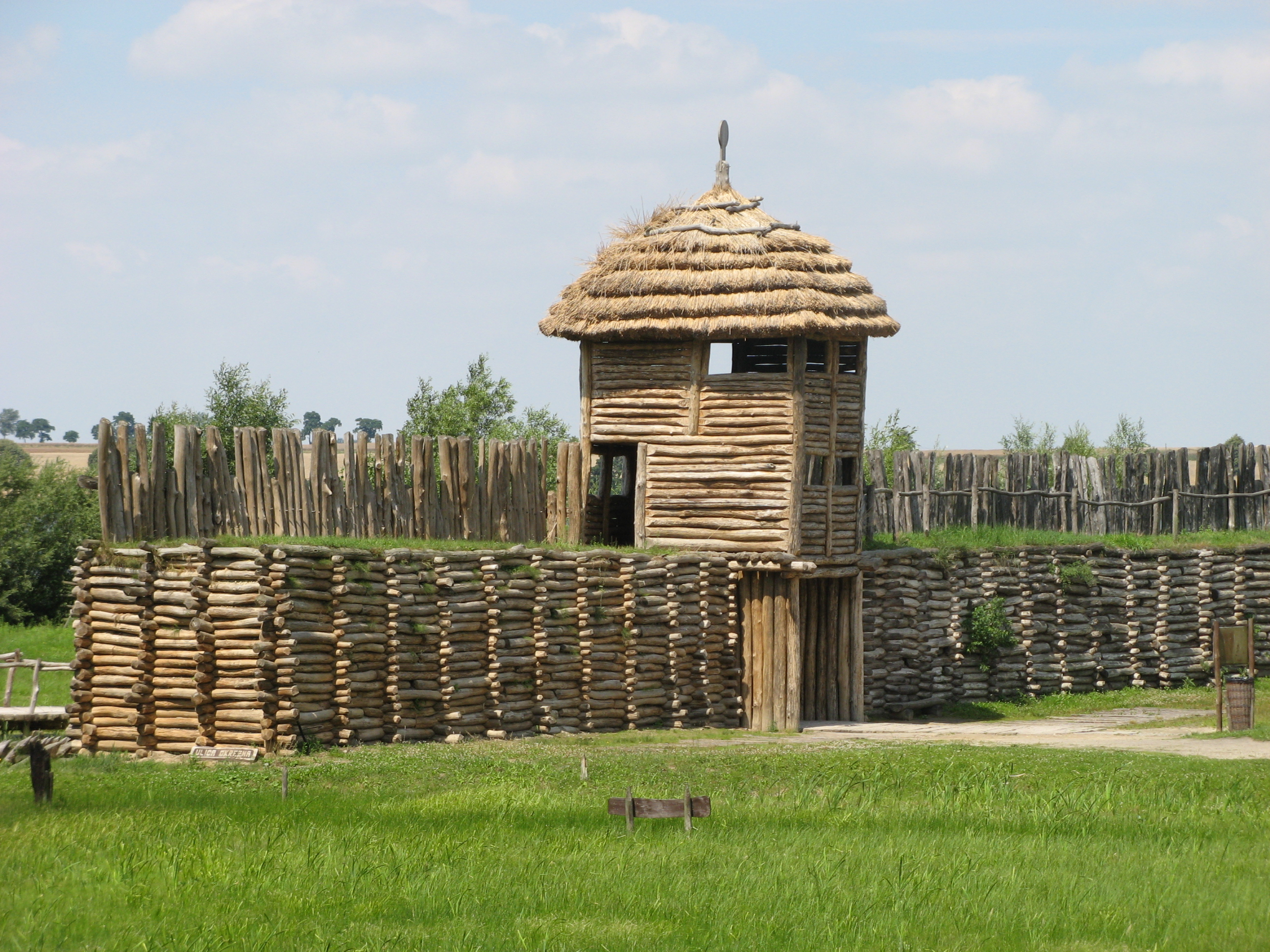
复原的比斯库平遗址

波兰青铜和铁器时代的文明成果主要通过考古发现而为人所知。波兰的早期青铜时代大约开始于公元前2400年至前2300年,，而铁器时代则开始于公元前750年至前700年。公元元年前后，主要的铁器时代文化已基本不复存在。由于没有书面记录，当时生活在中欧和东欧的群体的种族和语言归属只能通过推测，历史学界对他们的身份有很大的分歧。在波兰，横跨青铜和铁器时代的卢萨蒂亚文化是最重要的史前文化之一。比斯库平遗址是最具代表性的早期铁器时代卢萨蒂亚文化遗存。
青铜器大约在公元前2300年从潘諾尼亞平原传入波兰。在随后的早期青铜器时代，波兰西部的乌涅蒂采文化和东部的米尔扎诺维采文化占据了主导地位。随后，它们各自被古坟文化和特日齐涅茨文化取代。
此外，骨灰瓮文化在青铜时期的波兰也有一定分布，其以火葬为主要特征。在波兰，卢萨蒂亚文化持续了近一千年，直到早期铁器时代。公元前6世纪开始，斯基泰人接连入侵，促成了卢萨蒂亚文化的衰亡。哈尔施塔特D阶段是波美拉尼亚文化扩张的时期，而西波罗的海地区的墳塚文化则主导了波兰的马祖里亚-瓦尔米亚地区。

## 古典时代
拉坦诺文化在古典时代前期的波兰曾占有主导地位，可分为拉坦诺A阶段（约公元前450年至约公元前400年）、拉坦诺B阶段（约公元前400年至约公元前250年）、拉坦诺C阶段（约公元前250年至约公元前150年）、拉坦诺D阶段（约公元前150年至约公元元年）四个阶段。从约公元前200年到约公元元年的时期也可以被认为是前罗马时期的最后阶段。随后，随着罗马帝国的规模进一步扩大，波兰也受到罗马文化的影响，进入罗马影响时期。其中，前期约为公元元年至公元150年，后期约为公元150年至公元375年。公元375年至公元500年则是民族大遷徙时期。
这一时期，波兰境内居住的人群包括凯尔特人、日耳曼人、波罗的人等。此外，波兰的一些地区也开始有斯拉夫人居住。其他难以识别的群体很可能也存在，因为考古文化所属族群的种族构成通常很难识别。考古发现证实，他们虽然发展出了相对先进的物质文化和社会组织，但仍然没有发展出书写系统。频繁的大规模迁徙是这一时期的主要特征之一。
凯尔特人从公元前4世纪初开始在今天的波兰建立定居点，主要集中在波兰南部。凭借相对发达的经济和手工业，他们发挥了与他们人口数不相称的持久的文化影响力。
日耳曼人在今天的波兰生活了几个世纪，在此期间，他们的许多部落也向南和向东迁移。随着罗马帝国的扩张，他们也受到了罗马文化的影响。一些由罗马作家撰写的关于今天的波兰的著作存留至今； 它们结合考古记录，为波兰古典时代的研究提供了较为丰富的资料。随着罗马帝国的衰落，游牧民族从东方入侵，对日耳曼文化和社会造成了严重冲击，使得日耳曼族群离开东欧和中欧，前往更安全、更富裕的南欧和西欧。根据塔西陀和托勒密的记录，哥特人约在公元2世纪中期离开维斯瓦河下游地区。
波罗的人居住在今日波兰的东北部。由于距离过远，他们没有受到罗马文化的影响。
斯拉夫人可能生活在南部和东南部地区，其中一些可能与公元前3世纪的普热沃斯克文化和扎鲁宾齐文化相关。有人提出，早期的斯拉夫民族和语言可能起源于波利西亞地区，包括白俄罗斯-乌克兰边界周围地区、俄罗斯西部部分地区和波兰最东部的部分地区。后期，斯拉夫人逐步扩张到了今日波兰的大部分地区。

## 延伸阅读
- （波蘭語） Various authors, ed. Marek Derwich and Adam Żurek, U źródeł Polski (do roku 1038) (Foundations of Poland (until year 1038)), Wydawnictwo Dolnośląskie, Wrocław 2002, ISBN 83-7023-954-4
- （波蘭語） Piotr Kaczanowski, Janusz Krzysztof Kozłowski - Najdawniejsze dzieje ziem polskich (do VII w.) (Oldest history of Polish lands, up to the 7th century CE.), Fogra, Kraków 1998, ISBN 83-85719-34-2